# Miss Brasil Trans
Miss Brasil Trans (São Paulo, 1994) é um concurso de beleza voltado para mulheres transgênero, criado em 1994. O concurso tem como objetivo eleger a mais bela mulher trans do país, além de contribuir com a luta contra a transfobia e com a promoção do respeito e da inclusão. O evento  foi criado e realizado por Rosana Star.

## História
Os concursos de beleza trans aconteciam na chamada “boca do lixo” da cidade de São Paulo, frequentada pelo público das boates. O Miss Brasil Trans foi idealizado e realizado como algo fora desse ambiente marginalizado. O primeiro evento atraiu a atenção de nomes importantes da época, como Elke Maravilha, Maria Alcina, Roberta Close, e Jair RodriguesAos poucos, o concurso foi ganhando espaços mais renomados como o Teatro Sérgio Cardoso e incorporando espetáculos em sua programação para destacar a cultura LGBT.
Em 2024, a celebração dos 30 anos do concurso foi realizada no Theatro Municipal de São Paulo com apoio da Coordenação de Políticas para LGBTI+, da Prefeitura de São Paulo. O evento teve apresentações de artistas drag queen e travesti, como Divina Núbia, Marcinha do Corintho, Rodrigo Oliver, Alexandra Lima e Rinaldo Viana.
Leo Áquilla foi condecorada "Madrinha do Miss Trans Brasil 2024".
o Miss Brasil Trans tem sido mais do que um concurso de beleza; é uma plataforma poderosa que utiliza moda, arte e cultura para transformar a vida de pessoas trans, muitas vezes marginalizadas na sociedade.

## Vencedoras
| Ano  | Miss Brasil Trans          | Estado de origem  | Ref.         |
| ---- | -------------------------- | ----------------- | ------------ |
| 2018 | Gabriella Bueno            | São Paulo         | [ 5 ] [ 6 ]  |
| 2019 | Mikaelly da Costa Martinez |                   | [ 7 ]        |
| 2020 |                            |                   |              |
| 2021 | Nicolle Laís               | Rio de Janeiro    | [ 8 ]        |
| 2022 | Luanna Isabelly            | Rio Grande do Sul | [ 9 ]        |
| 2023 |                            |                   |              |
| 2024 | Hellen Nobre               | São Paulo         | [ 1 ] [ 10 ] |